# Gonepteryx rhamni
Gonepteryx rhamni hay bướm lưu huỳnh là một loài bướm thuộc bộ Lepidoptera thuộc họ Pieridae, ban đầu được đặt tên khoa học là Papilio rahmni bởi Linnaeus năm 1758.

Loài này sinh sống ở Cổ Bắc giới. và 
thường được tìm thấy trên khắp châu Âu, châu Á và Bắc Phi.

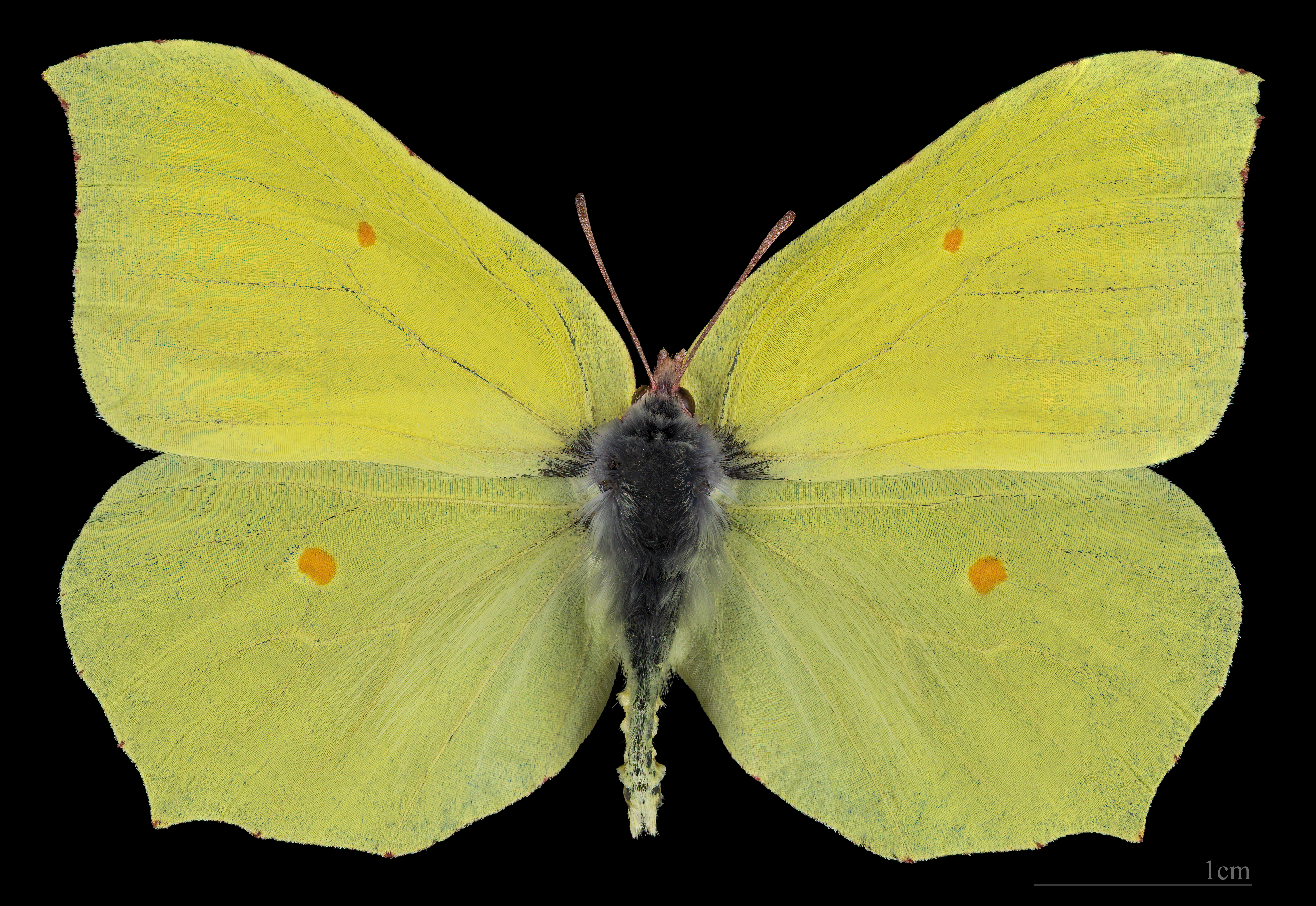
Gonepteryx rhamni ♂
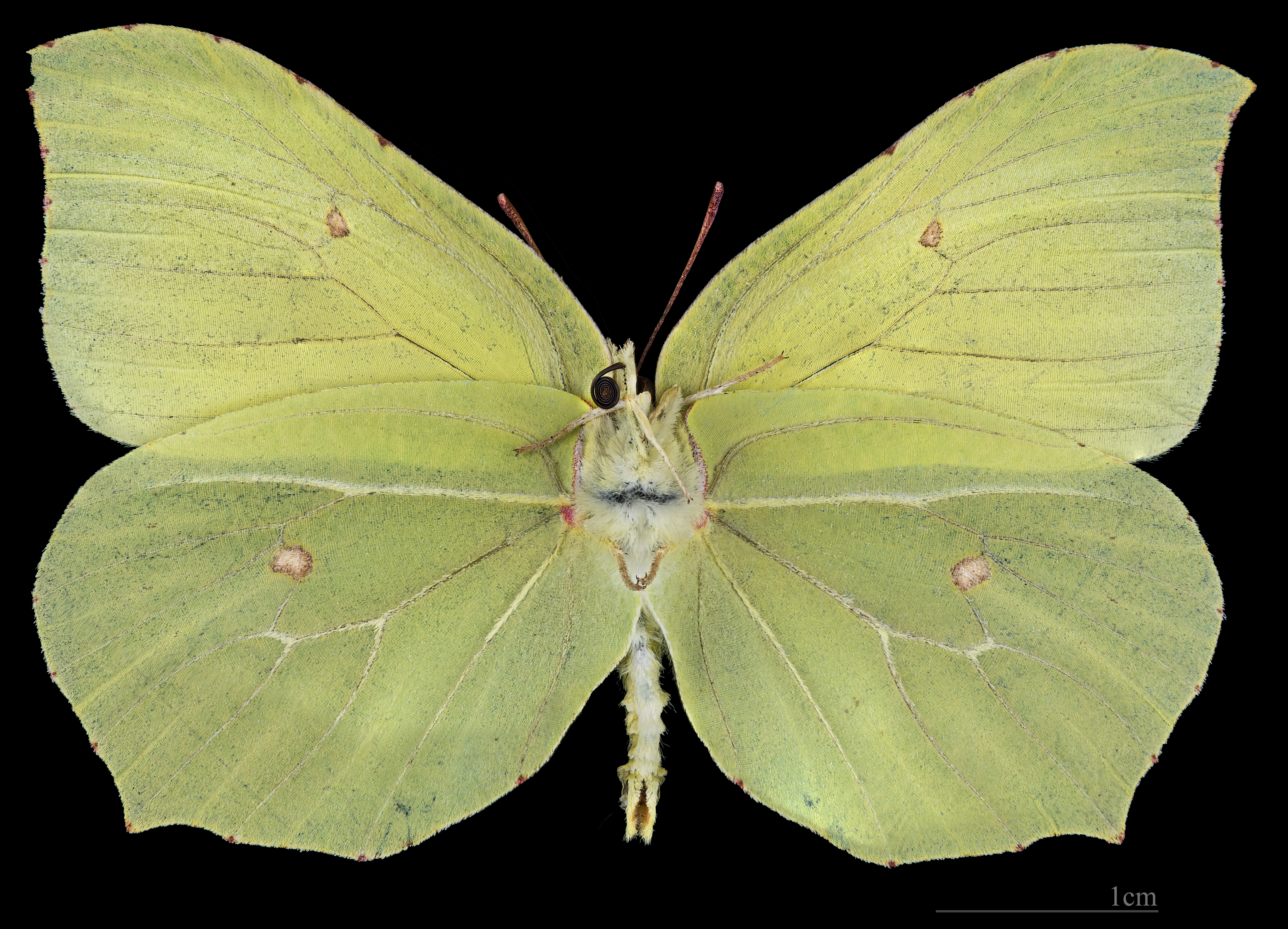
Gonepteryx rhamni ♂  △
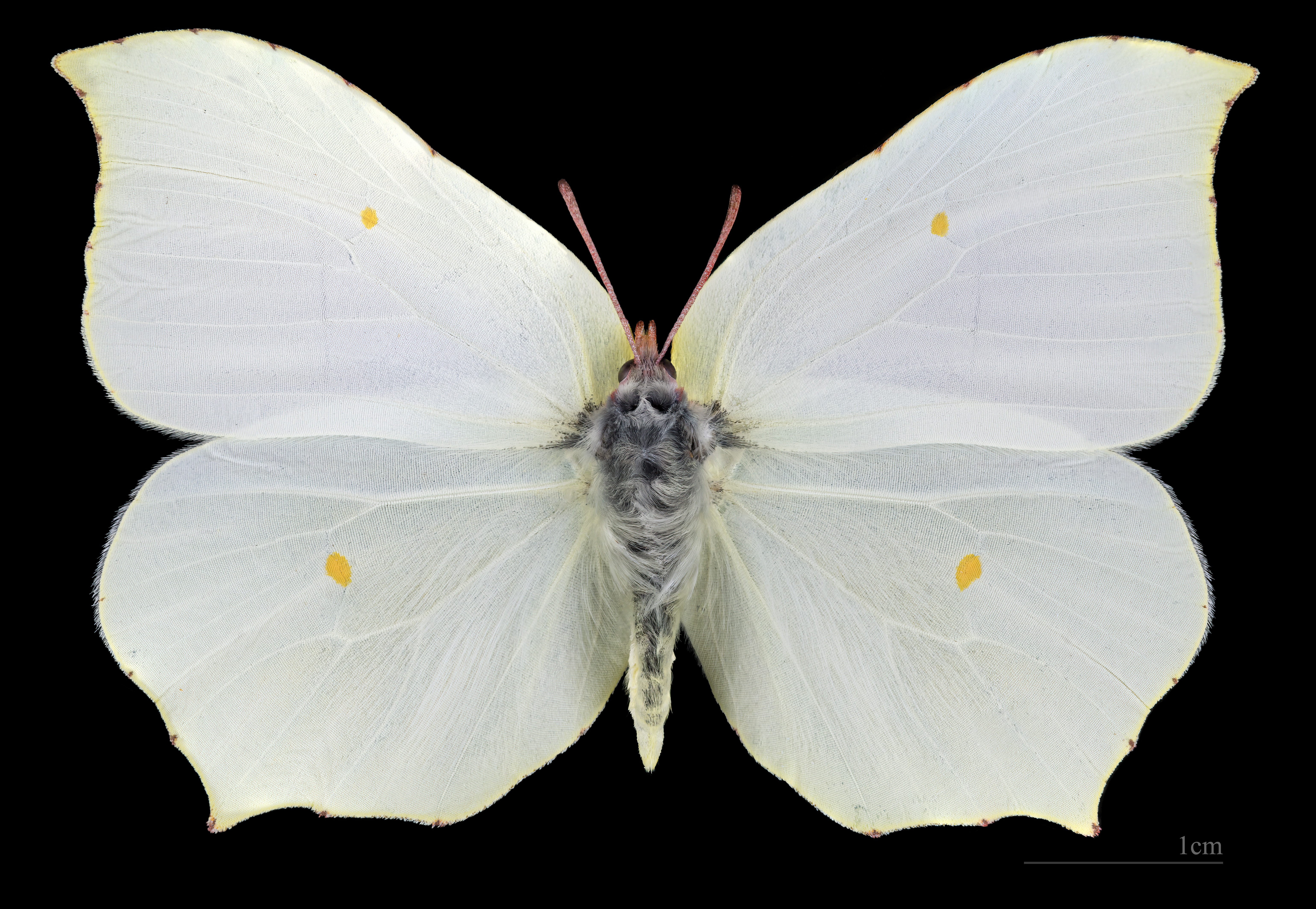
Gonepteryx rhamni ♀
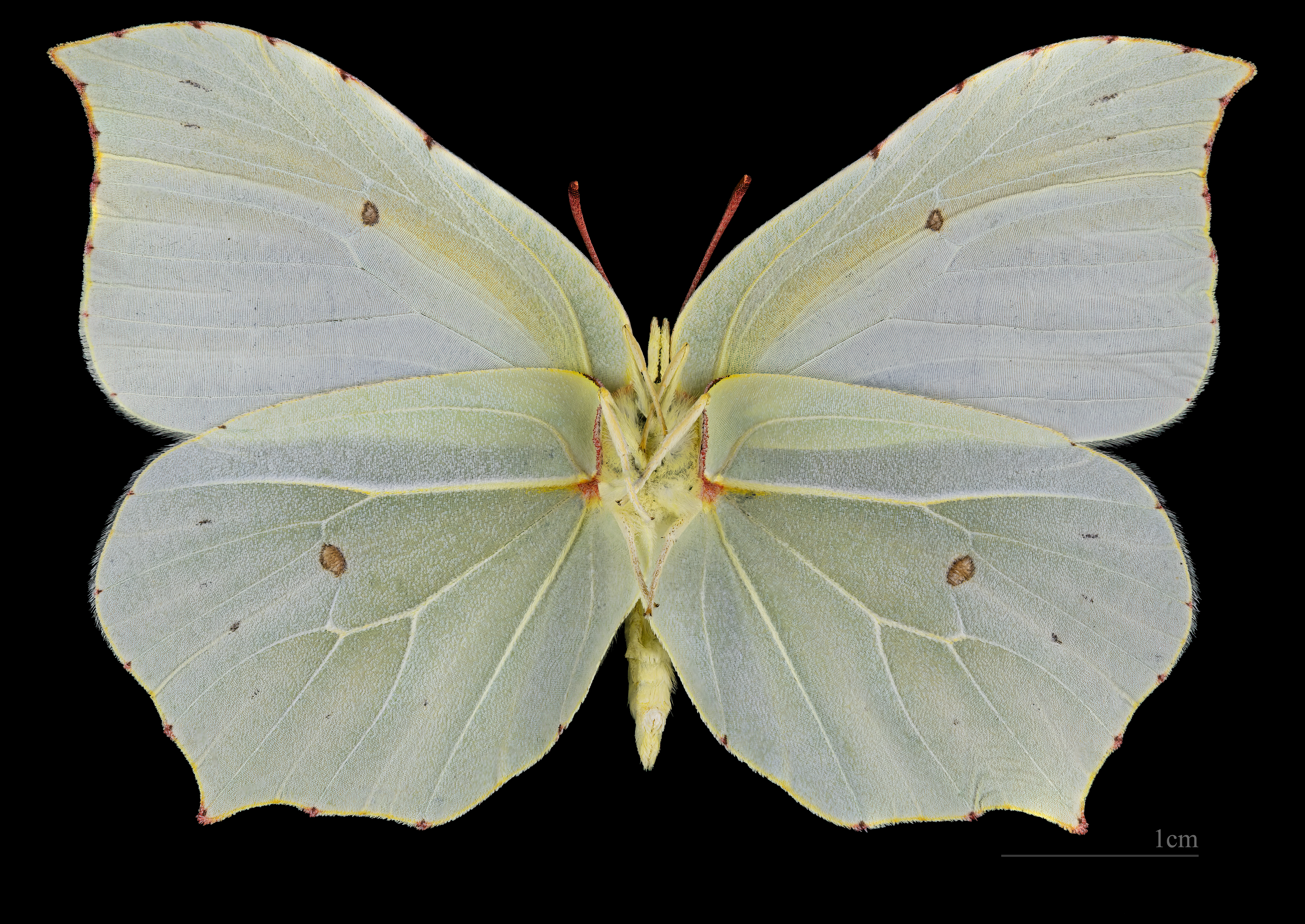
Gonepteryx rhamni ♀ △